# 末広町 (桐生市)
末広町（すえひろちょう）は、群馬県桐生市の町名である。郵便番号は376-0045。

## 地理
桐生市の中部に位置しており、両毛線・わたらせ渓谷線の桐生駅とその北口一帯を占めている。宮前町・堤町・巴町・元宿町とともに桐生市第八区に属する。東部は本町五丁目・六丁目に、南部は巴町一丁目・二丁目に、西部は宮前町二丁目に、北部は永楽町にそれぞれ接する。
東西方向に末広町通りとかに川通りが、南北方向に新川橋通りがそれぞれ通じている。群馬県道3号前橋大間々桐生線となっている末広町通りに沿って東西にアーケード商店街が形成されており、沿道には飲食店や衣料品店など専門店が軒を連ねる。かに川通り周辺は、かつて飲食店街だったが、桐生駅周辺土地区画整理事業により風景が一変し、現在では保健福祉会館や地方合同庁舎が建っている。
なお、ファミリーマート桐生末広町店付近は、かつて末広町だったが、区画整理により住所が変更され、巴町となっている。

## 歴史
かつての本宿村の一部にあたる。1873年（明治6年）に、今泉村、堤村、本宿村、村松村が合併して安楽土村となる。
1889年（明治22年）の町村制施行により、桐生新町、新宿村、安楽土村、下久方村、上久方村平井が合併して桐生町が発足、安楽土村は桐生町の大字の一つとなる。1921年（大正10年）の市制施行を経て、1929年（昭和4年）に大字が廃止され現在の町名である「末広町」となった。

## 世帯数と人口
2022年（令和4年）1月31日現在の世帯数と人口は以下の通りである。
| 町丁   | 世帯数  | 人口  |
| ------ | ------- | ----- |
| 末広町 | 182世帯 | 328人 |

## 小・中学校の学区
市立小・中学校に通う場合、学区は以下のとおりとなる。
| 番地 | 小学校           | 中学校             |
| ---- | ---------------- | ------------------ |
| 全域 | 桐生市立西小学校 | 桐生市立中央中学校 |

## 交通

### 鉄道
JR東日本両毛線・わたらせ渓谷鐵道桐生駅

### 道路
町の東西を群馬県道3号前橋大間々桐生線（末広町通り）とかに川通りが、南北を新川橋通りが通過。

## 施設
- 桐生市保健福祉会館
- 桐生地方合同庁舎
  - 桐生税務署
- 桐生シルバーホテル
- ホテル桐盛館
- 魚民桐生北口駅前店
- ケンタッキーフライドチキン桐生店

## 避難所
- 桐生市保健福祉会館（洪水災害、土砂災害、内水氾濫時の緊急避難場所）[6]